# CANT Z.506
Le CANT Z.506 Airone (italien : héron) était un hydravion monoplan trimoteur produit à partir de 1935 par le constructeur aéronautique italien Cantieri Riuniti dell'Adriatico - CANT. Il servit comme avion de transport et avion postal sur les lignes aériennes Ala Littoria. Pendant la Seconde Guerre mondiale il fut utilisé comme avion de reconnaissance, bombardier-torpilleur et avion de sauvetage en mer, par les Regia Aeronautica et Regia Marina, Aeronautica Cobelligerante del Sud, Aeronautica Nazionale Repubblicana italiennes  et la Luftwaffe. La version militaire se révéla un des meilleurs hydravions jamais construits. Malgré sa structure en bois, il pouvait opérer dans les mers les plus agitées. Un certain nombre d'aéronefs Z.506S du secours en mer restèrent en service jusqu'en 1959.

## Conception
Le CANT Z.506 a été conçu initialement par Filippo Zappata comme hydravion à flotteurs catamaran de transport pour 12 à 14 passagers, propulsé par trois moteurs en étoile de 455 kW (610 ch) Piaggio Stella IX. Il était dérivé d'un hydravion plus gros et plus lourd, le Z.505. Le Z.506 entra en production en 1936 sous l'appellation de Z.506A, mû par des moteurs en étoile à neuf cylindres, plus puissants, des 560 kW (750 ch) Alfa Romeo 126 RC.34 qui lui donnaient une puissance maximum de 780 ch au décollage et de 750 ch à 3 400 mètres. Le fuselage avait une structure en bois recouverte de lamelles en bois de tulipier. Les ailes étaient construites avec une structure en trois longerons en caissons reliés par des nervures couvertes de contreplaqué. Les flotteurs étaient faits en duralumin, couverts en écailles de 12,5 mètres de long. L'armement consistait en une mitrailleuse calibre 12,7 mm (0,5 inch) Breda-SAFAT en position dorsale et en trois mitrailleuses calibre 7,7 mm (0,303 inch) de carlingue, une ventrale et deux latérales. Il embarquait un équipage de 5 personnes. Il a été produit par les usines Cantieri Riuniti dell'Adriatico et Cantiere Navale Triestino (CRDA-CANT), situées respectivement à Monfalcone et Finale Ligure. Il fut aussi produit par Piaggio Aero sous licence. Le Z.506A entra en service avec la compagnie aérienne Ala Littoria qui desservait la Méditerranée.
Une version militaire fut développée sous la désignation de Z.506B. Elle était propulsée par trois moteurs 560 kW (750 ch) Alfa Romeo 127 RC 55 et entra en service en 1939. Cette version fut aussi un briseur de records. Une plus grande version du Z.506A fut construite en 1937 sous la désignation de CANT Z.509.

## Engagements

### Utilisation civile
Le Z.506A entra en service en 1936 avec la compagnie aerienne Ala Littoria sur les routes aériennes autour de la Méditerranée, parmi lesquelles celles  de la ligne de l'Empire Rome-Syracuse-Benghazi.

### Records
Piloté par le pilote d'essai Mario Stoppani, le Z.506A établit un certain nombre de records d'altitude, de vitesse et de distance dans sa classe entre 1936 et 1938, incluant les records de vitesse de 308,25 km/h sur 5 000 km, 319,78 km/h sur 2 000 km et 322,06 km/h sur 1 000 km. Il vola consécutivement 5 383,6 km en circuit fermé. Il transporta une charge de 2 000 kg à 7 810 m et de 5 000 kg à 6 917 m.

### Utilisation militaire

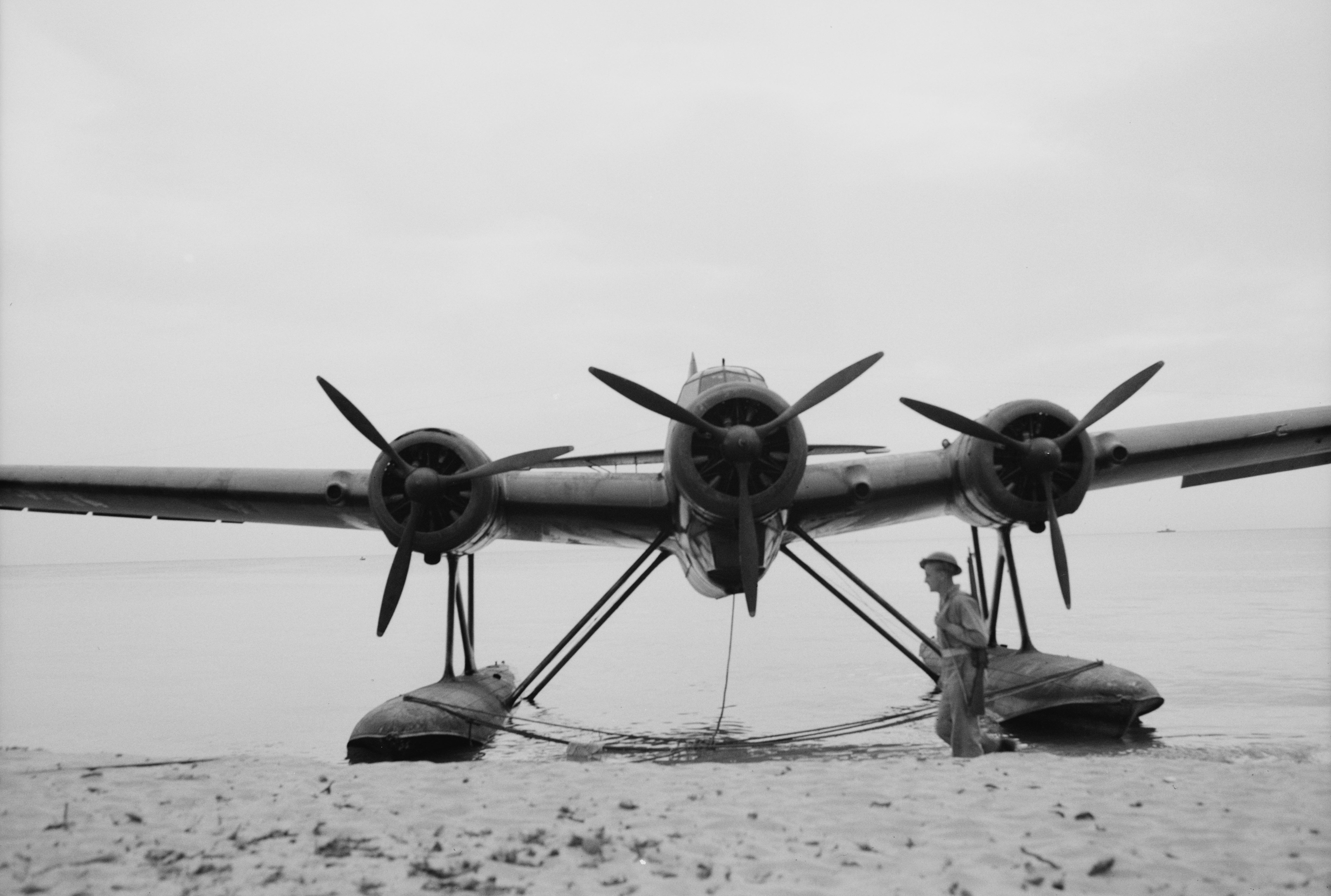
Un Z.506 capturé par les Alliés en Sicile en 1943.

Le Z.506B fut d'abord utilisé comme avion de reconnaissance et bombardier-torpilleur dans la guerre civile espagnole. Au début de la Seconde Guerre mondiale, 97 avions étaient opérationnels avec deux Stormi da Bombardamento Marittimo et quelques Squadriglia da Ricognizione Marittima. Le 31e Stormo B.M. "autonomo" avec 22 avions était basé à l'aéroport de Cagliari-Elmas, en Sardaigne ; le 35e Stormo B.M., avec 25 Z.506 à Brindisi (Pouilles). Il fut utilisé intensivement en 1940-1941 en France et en Grèce. Ce modèle eut son baptême du feu le 17 juin 1940, le jour suivant l'attaque de quelques bombardiers français sur la base d'Elmas, tuant 21 aviateurs et détruisant quelques CANT. Z.501. Dans la soirée du 17 juin, quatre 506B de la 31e escadrille attaquèrent des cibles en Afrique française du Nord, chacun déversant des bombes de 250 kg et trois de 100 kg. Le modèle prit aussi part dans la bataille de Calabre. Dans la guerre contre la Grèce, il fut utilisé contre des cibles côtières et le canal de Corinthe. Il joua un rôle important dans la conquête  de plusieurs îles grecques, y compris Corfou, Céphalonie et Zante. Du fait de sa vulnérabilité face aux chasseurs, il fut restreint dans son utilisation à des unités de reconnaissance (Squadriglie da Ricognizione). Plus tard dans la guerre, il fut utilisé comme avion de patrouille maritime et pour les missions de sauvetage en mer. Le 506 dut souvent faire des atterrissages forcés en Espagne, du fait de pannes de moteurs, de dommages de combat ou de manque de carburant. Une version spéciale de sauvetage en mer, le Z.506S Soccorso, fut utilisée en petit nombre par la Luftwaffe.
Quand l'Italie entra en guerre le 10 juin 1940, quatre escadrilles (Squadriglie) de missions de sauvetage en mer furent constituées à Orbetello. C'étaient la 612a à Stagnoni, avec des avions marqués DAMB, GORO, BUIE, CANT (le prototype) et POLA, ainsi que la 614a à Benghazi, avec DUCO, ALA, DODO and DAIM. Les deux autres sections avec chacune deux aéronefs basées à Torre del Lago et en mer Égée à Leros. La dernière fut ultérieurement transférée à Rhodes. Ces unités subirent de sérieuses pertes car beaucoup de pilotes alliés ne cessèrent pas leurs attaques contre ces aéronefs même après qu'ils eurent été identifiés avec des croix rouges. Par exemple, le 12 juin 1942, au large de Malte, un Hawker Hurricane du 46 Squadron abattit un CANT, puis en descendit un autre qui avait été envoyé secourir l'équipage du premier. Le sergent Etchells, dans 249 at Malta rappelait :

« J'ai descendu un Cant Z506 près de la Sicile, peint en blanc, qui avait des croix rouges sur les ailes, et qui était apparemment un avion de sauvetage en mer. Le Sqn Ldr Barton désapprouva mais l'AOC approuva. Je n'avais pas vu les croix rouges sur ses ailes à ce moment-là et je ne sais pas si j'aurais agi différemment si je les avais vues. »

Un Cant 506 devint célèbre chez les Alliés, parce qu'il fut le seul avion volé par des prisonniers de guerre sur le Front ouest (il fut alors utilisé par la RAF depuis Malte),.

## Variantes
Z.506
Prototype, un seul exemplaire construit.
Z.506A
Version civile.
Z.506B
Version militaire, 324 unités construites.
Z.506S
version sauvetage en mer
Z.506 avion terrestre
Un aéronef fut converti en avion terrestre dans une tentative de Mario Stoppani pour un record d'endurance. Elle n'eut pas lieu à cause du mauvais temps.
CANT Z.509
Version plus grande et plus lourde du Z.506B, trois exemplaires construits.

## Utilisateurs
Reich allemand.
- Luftwaffe (capturés)

 Royaume d'Italie
- Ala Littoria (transporteur civil)
- Regia Aeronautica (Armée de l'air)
- Regia Marina (Marine)
- Aéronautique co-belligérante italienne

 Pologne
- La marine polonaise reçut un aéronef au lieu des six commandés. Il fut détruit pendant l'Invasion allemande de la Pologne[11].

 État espagnol - forces nationalistes
- Armée de l'air nationaliste espagnole

 Royaume-Uni
- La Royal Air Force captura un aéronef qui fut très peu de temps opérationnel depuis Malte

Après-guerre
 Italie
- Aeronautica Militare Armée de l'Air italienne.

## Survivants
Un seul avion a été préservé, le Z.506 B codé 84-4, aujourd'hui au Musée historique de l'aviation de Vigna di Valle. Il avait fait son premier vol le 19 décembre 1941, avait été affecté à la 186e Squadraglia le 12 janvier 1942, et avait effectué sa première mission de guerre le 18 janvier 1942.